# Hirtellina fruticosa
Hirtellina fruticosa là một loài thực vật có hoa trong họ Cúc. Loài này được (L.) Dittrich mô tả khoa học đầu tiên năm 1996.